# パナソニック・ヴィアトーレ
パナソニック・ヴィアトーレ はパナソニック サイクルテックから販売されている通学用シティサイクルである。

## 概要
通勤・通学車の部類に分けられるシティサイクルで、通常のフレームより曲線を描いた形になっており乗り降りがしやすくなっている。
ちなみにヴィアトーレ・ミニと言う車種も存在する。

## 主な装備・仕様

### 2006年式
- 26インチ（重量　19.3kg）、27インチ（重量20.0kg）
- 内装3段変速
- ガチガチロック（後輪のリング錠を施錠すると同時に前輪の鍵も施錠する。）
- LEDコンパクトランプ2
- サドルガードマン
- ステンレスバスケット
- ミラーりん
- Wピポットハイパワーブレーキ
- サイレントシュー
- 色は4色、ピュアブラック、MKグリーン、レッドアース、ホワイトベージュ

BAAに適合　3年間の盗難補償付き